# Чорнове прибирання
Чорнове прибирання (англ. A Laundry Clean-Up) — американська короткометражна комедія режисера Ферріса Гартмана 1917 року.

## У ролях
- Френк Даріен
- Вера Рейнольдс
- Роуз Померой
- Артур Мун